# Гетмановка (Одесская область)
Гетмановка (укр. Гетьманівка) — село, относится к Савранскому району Одесской области Украины.
Население по переписи 2001 года составляло 407 человек. Почтовый индекс — 66204. Телефонный код — 4865. Занимает площадь 2,15 км². Код КОАТУУ — 5124355101.